# Paguristes ulreyi
Paguristes ulreyi är en kräftdjursart som beskrevs av Schmitt 1921. Paguristes ulreyi ingår i släktet Paguristes och familjen Diogenidae. Inga underarter finns listade i Catalogue of Life.